# Stellvertreter
Stellvertreter ist eine mit der Befugnis zur Stellvertretung ausgestattete natürliche Person in Organisationen, die bei Abwesenheit des eigentlichen Stelleninhabers dessen Funktion übernimmt. Hat der Stelleninhaber eine Leitungsfunktion inne, kann er an den Stellvertreter im Sinne einer arbeitsteiligen Leitung auch dauerhaft Führungskompetenzen übertragen.

## Allgemeines
Als Organisationen gelten Unternehmen, Behörden oder sonstige Personenvereinigungen. Sie müssen auch dann handlungsfähig bleiben, wenn die eigentlich zuständigen Mitarbeiter oder Entscheidungsträger abwesend sind. Damit dies möglich ist, gibt es Abwesenheitsregelungen, die vorsehen, dass bestimmte Personen als Abwesenheitsvertreter nach dem Kongruenzprinzip der Organisation die identischen Aufgaben, Kompetenzen und Verantwortung der Abwesenden wahrnehmen dürfen. Stellvertreter gibt es auf allen Hierarchieebenen mit Außenwirkung. Die Stellvertretung kann persönlich durch Benennung einer bestimmten Person oder organisatorisch durch die Aufgabe als Stellvertreter geregelt werden.

## Tätigkeit
Im Falle der Abwesenheit erweitert sich der Arbeitsinhalt des Stellvertreters um das Arbeitsgebiet des Abwesenden, so dass mit der Stellvertretung eine höhere Arbeitsbelastung verbunden sein kann. Der Stellvertreter hat bei der Wahrnehmung seiner Aufgabe im Sinn und Geist des vertretenen Stelleninhabers zu handeln, er darf keine Entscheidungen treffen, von denen er weiß oder annehmen muss, dass sie den Vorstellungen des Stelleninhabers nicht gerecht werden. Es entspricht dem Wesen der Stellvertretung, dass der Ermessensspielraum des Stellvertreters hierdurch eingeschränkt wird. Die Verantwortung von Stelleninhaber und Stellvertreter beruht auf den Grundsätzen der Delegation von Verantwortung, wobei sich der Stellvertreter insbesondere stets vertretungsfähig zu halten hat und im Vertretungsfall den Delegationsbereich des Stelleninhabers ordnungsgemäß wahrnimmt. Vertritt der Stellvertreter einen Vorgesetzten, so ist zu klären, ob und inwieweit er auch dessen Kompetenzen erhält. Beim Stellvertreter einer Führungskraft oder eines Disziplinarvorgesetzten wird es sich im Regelfall um Kollegen derselben Hierarchie-Ebene handeln, ansonsten werden die Aufgaben der Personalführung sowie disziplinarrechtliche Entscheidungen meist nicht an Stellvertreter übertragen.

## Unternehmen
In Unternehmen muss für jede Stelle mindestens ein Stellvertreter mit der gleichen Qualifikation wie der des Vertretenen vorhanden sein, damit am Arbeitsplatz der Arbeitsprozess ohne Betriebsstörung aufrechterhalten bleibt. Springer können ersatzweise für nicht vorgesehene Stellvertreter eingesetzt werden. Neben diesen temporären Stellvertretern (Abwesenheitsvertreter) gibt es vor allem im Vorstand, Geschäftsführung oder Aufsichtsrat auch Stellvertreter, deren Funktion dauerhaft in der Stellvertretung etwa des Vorsitzenden besteht. Die Benennung von Abwesenheitsvertretern bei Führungskräften ist für jede Vorgesetzten-Position unerlässlich, weil viele Vorgesetztenaufgaben unaufschiebbar sind und jederzeit wahrgenommen werden müssen. Der Abwesenheitsvertreter soll in der Lage sein, die Aufgaben des Vertretenen bei dessen Abwesenheit zu jedem Zeitpunkt zu übernehmen.

## Amtsebene
Auf Amtsebene ist ein Stellvertreter eine durch einen Amtsinhaber oder dessen Vorgesetzte befugte Person zur Ausübung eines Amts während der Abwesenheit oder Verhinderung des hauptamtlichen Amtsinhabers. In Behörden, die von einem Präsidenten geleitet werden, ist der Vizepräsident dessen ständiger, allgemeiner Stellvertreter. In einem Ministerium ist der (beamtete) Staatssekretär oder Vizeminister der Stellvertreter des Ministers, der Vizekanzler ist Stellvertreter des Kanzlers. Das öffentliche Recht differenziert in allgemeine und spezielle Stellvertretung sowie in ständige oder nur temporäre Stellvertretung.

## Archiv, Bibliothek
Im Bibliothekswesen wird Stellvertreter ein Gegenstand genannt, der für das entsprechende Buch an der richtigen Systemstelle im Regal steht. Zum Beispiel ein Stück Pappe, das den Buchtitel als Aufschrift hat. Das Buch selbst ist meist an einem für den Leser nicht zugänglichen Ort, z. B. ein Magazin oder die Ausleihtheke. Man kann auf diese Weise möglichen Diebstahl mindern oder wertvolle Bücher vor zu viel Lichteinstrahlung schützen.

## Religion
Als „Stellvertreter Christi“ (lateinisch Vicarius Iesu Christi) und „Vertreter Christi auf Erden“ bezeichnet die römisch-katholische Kirche den Papst. Er trägt die Titel „Bischof von Rom“ (lateinisch Episcopus Romanus), „Nachfolger des Fürsten der Apostel“ (lateinisch Successor Principis Apostolorum), „Höchster Pontifex der Universalkirche“ (lateinisch Summus Pontifex Ecclesiae Universalis), „Primas von Italien“ (lateinisch Primas Italiae), „Diener der Diener Gottes“ (lateinisch Servus Servorum Dei) und „Souverän des Vatikanstaates“ als völkerrechtlich-weltlichen Titel. Übertragen auf die Stellvertreter im Amt ist der Papst jedoch kein Stellvertreter, sondern besitzt eine Generalvollmacht.

## Abgrenzung
Stellvertreter übernehmen diese Funktion lediglich temporär während der Abwesenheit des eigentlichen Stelleninhabers. Sie unterscheiden sich darin von der gesetzlichen Stellvertretung und der rechtsgeschäftlich erteilten Vollmacht, die über einen längeren Zeitraum wirksam bleiben kann (Generalvollmacht).

## Forschungsstand
Die deutschsprachige Organisationsforschung bietet bislang nur wenige Studien, die sich mit Stellvertretern in Organisationen beschäftigen. Im Juli 2010 wurden an bayerischen Grund-, Haupt-, Mittel- und Förderschulen im Rahmen einer Vollerhebung Fragebögen an Schulleiter-Stellvertreter und Konrektoren verschickt, um etwas über ihr Rollenverständnis und ihre Wirkungsmacht zu erfahren. Der Journalist und Coach Christian Sauer hat in seinem Ratgeber "Der Stellvertreter" eine Stellvertreter-Typologie entworfen, die vom bloßen Titelträger über den Chefvertreter, den Zweiten Mann, den Co-Leiter bis hin zur mächtigen Grauen Eminenz reicht. Um die Spannweite des Handlungsrahmens von Stellvertretern näher zu beleuchten, hat Alexander Marinos, auf Sauer aufbauend, im Januar 2020 mehr als 400 Stellvertreter in Redaktionsleitungen regionaler Zeitungsverlage befragt und beschrieben, was ideale Stellvertretung ausmacht. Demnach ist eine permanente Kompetenz-Teilung zwischen dem Stelleninhaber und dem Stellvertreter als Co-Chef besonders nützlich für das Funktionieren einer hierarchisch aufgebauten Organisation. In der Realität scheitert das jedoch zu oft am Fehlen schriftlich fixierter Geschäftsverteilungspläne.